# Смит, Рэйчел
Рэйчел Рене Смит (англ. Rachel Renee Smith; род. 18 мая 1985 года, Панама) — американская модель, победительница национального конкурса «Мисс США 2007», участница международного конкурса «Мисс Вселенная 2007», на котором заняла пятое место.

## Биография
Смит родилась на военной базе в Панаме. Она жила в Кларксвилле, штат Теннесси, после того, как её родители были размещены на военной базе Форт Кэмпбелл. Рэйчел по происхождению мулатка, наполовину афро-американка, а наполовину американо-европейка. После окончания средней школы она училась в академии Кларксвилла и окончила академию Davidson.
В 2006 году Смит окончила с отличием Белмонтский университет в Нашвилле, штат Теннесси, со степенью бакалавра в области естественных наук и журналистики. Смит завершила семестр досрочно, в декабре 2006 года. В Белмонтском университете она получила право на бесплатное обучение и стипендию, благодаря участию в общественных работах и хорошей успеваемости в школе. За время учёбы в Белмонтском университете она в течение восьми месяцев стажировалась в чикагском офисе компании Harpo Productions, принадлежащей Опре Уинфри. В январе 2007 года было объявлено, что она была выбрана Уинфри для работы на добровольной основе в течение одного месяца в школе-интернате для девочек Oprah Winfrey Leadership Academy for Girls.

## Конкурсы красоты

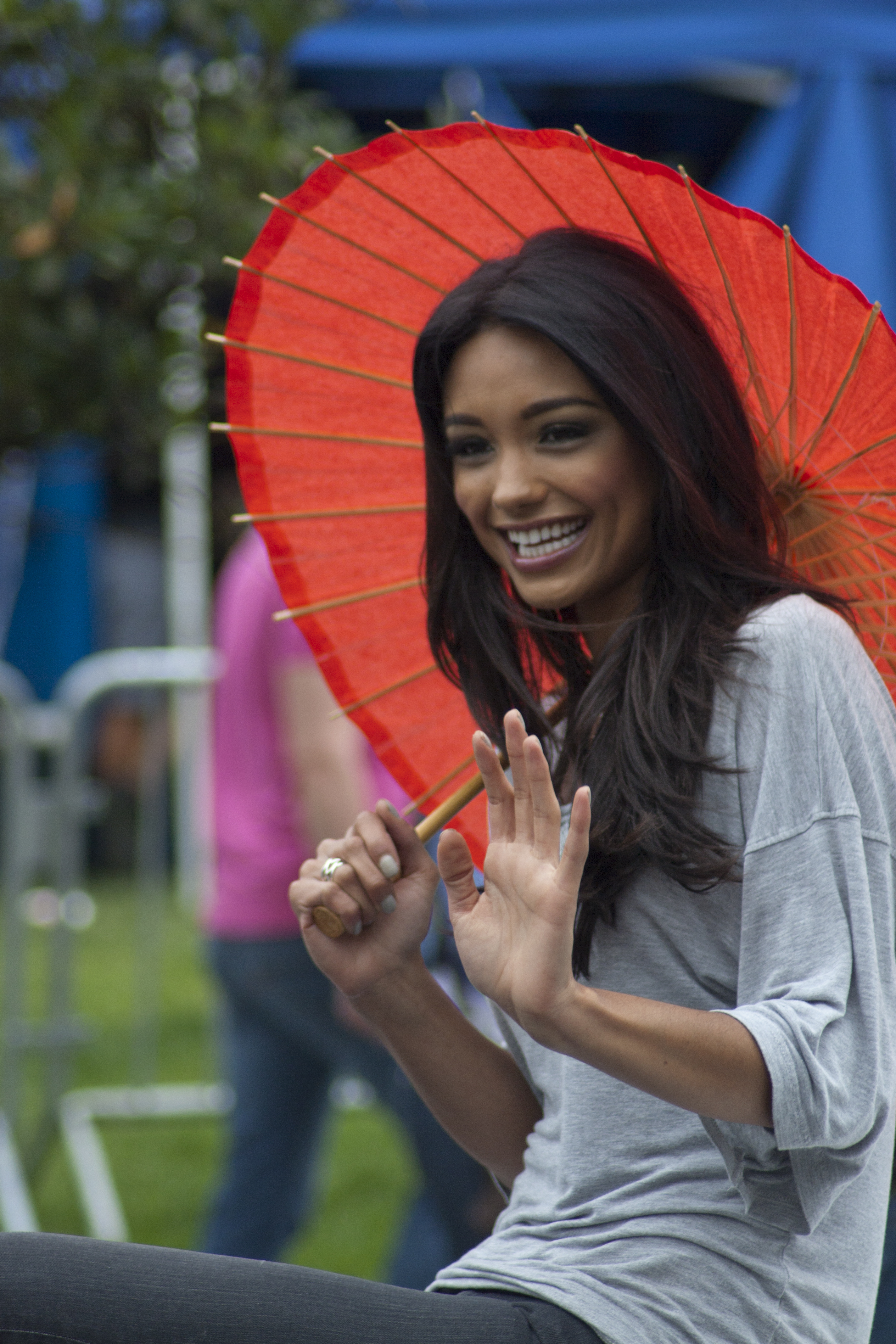
Рейчел Смит в 2011 году

### Юная Мисс Теннесси 2002
Свой первый значимый титул на конкурсах красоты Смит завоевала в 2001 году, став «Юной Мисс Теннесси» 2002 года. Это была её вторая попытка получить титул, годом ранее на этом же конкурсе она заняла четвёртое место. На национальном конкурсе «Юная Мисс США 2002», состоявшемся в городе Саут-Падре-Айленд, штат Техас, она вошла в первую десятку финалисток и получила награду Мисс Фотогеничность. Войдя в состав полуфиналисток, Смит стала десятой в конкурсе в купальниках и седьмой в конкурсе вечерних платьев, финишировала в итоге девятой. На конкурсе победила Ванесса Семроу, представлявшая штат Висконсин.

### Мисс Теннесси 2007
7 октября 2006 года Смит стала четвёртой из бывших обладательниц титула «Юная Мисс Теннесси», выигравших два конкурса: «Юная Мисс Теннесси» и «Мисс Теннесси» после Молли Браун, которая получила аналогичные титулы в 1984 и 1987 годах, Линнетт Коул — в 1995 и 2000 годах, и Аллисон Олдерсон — в 1994 и 2002 годах. Она выиграла титул в конкурсе, который начался карнавальным шествием от университета Остин в её родном городе Кларксвилл.
Смит является одной из трёх девушек, которые вошли в заключительный состав шести финалисток конкурса «Юная Мисс Теннесси 2002», а затем последовательно завоевали корону «Мисс Теннесси»: Эми Колли выиграла этот титул в 2005 году, Лорен Гриссом — в 2006 году, и сама Рэйчел — в 2007 году. Ещё одна из этих шести, Бриттани Суонн, стала второй вице-мисс на конкурсе «Юная Мисс Теннесси 2002». Через месяц после того как Смит победила на конкурсе «Мисс Теннесси 2007», Суонн выиграла титул «Мисс Джорджия 2007», и обе соревновались друг против друга на конкурсе «Мисс США 2007».

### Мисс США 2007
Смит была представительницей штата Теннесси на конкурсе «Мисс США 2007», прошедшем 23 марта 2007 года в театре Kodak в Лос-Анджелесе, штат Калифорния, где она стала второй победительницей этого конкурса из штата Теннесси, и получила корону Мисс США. Смит выиграла конкурсы в купальниках и вечерних платьях, набрав последовательно высокие баллы. Её короновала предыдущая Мисс США 2006 Тара Коннер, с которой Смит вместе участвовала в конкурсе «Юная Мисс Теннесси 2002».

### Мисс Вселенная 2007
Рэйчел Смит представляла Соединённые Штаты на конкурсе «Мисс Вселенная 2007», состоявшемся в Мехико 28 мая 2007 года. Она приехала в Мехико 1 мая и вместе с 77 представительницами других стран приняла участие в череде мероприятий, репетиций и предварительных соревнований до трансляции основного конкурса по телевидению. 20 мая проходил конкурс национальных костюмов, на котором Смит была одета как Элвис Пресли, что символизировало её родной штат Теннесси. Во время своего выступления она была освистана присутствовавшими на соревновании мексиканцами.
По результатам предварительных просмотров и интервью Смит вошла в число 15 финалисток, заняв шестое место на конкурсе в купальниках и выйдя в первую десятку. Во время конкурса в вечерних платьях Смит поскользнулась и упала, однако быстро поднялась и продолжила дефиле. Несмотря на падение, она заняла пятое место по итогам этого состязания и прошла в финал.
Смит вновь была освистана зрителями-мексиканцами, когда объявили пятёрку финалисток, в число которых она попала, а представительнице Мексики это не удалось. Недоброжелательное отношение к участнице из США сохранялось и во время финального конкурса вопросов. Смит завершила своё выступление, поблагодарив зрителей на испанском языке, тем самым, наконец, развеселив толпу. По результатам всех конкурсов Рэйчел Смит стала четвёртой вице-мисс (пятое место), повторив достижение Тары Коннер, годом ранее также занявшей пятое место на конкурсе «Мисс Вселенная 2006».
Подобная ситуация с освистыванием и насмешками над представительницей США уже имела место на конкурсе «Мисс Вселенная 1993», также проходившем в Мехико, когда Мисс США Кеню Мур громко освистали. Реакция публики объяснялась политическими разногласиями между двумя странами.
В августе 2007 года официальные представители министерства туризма Мексики принесли извинения за поведение зрителей, подчеркнув, что «Рэйчел Смит всегда будет желанным гостем в Мексике».

## В качестве Мисс США

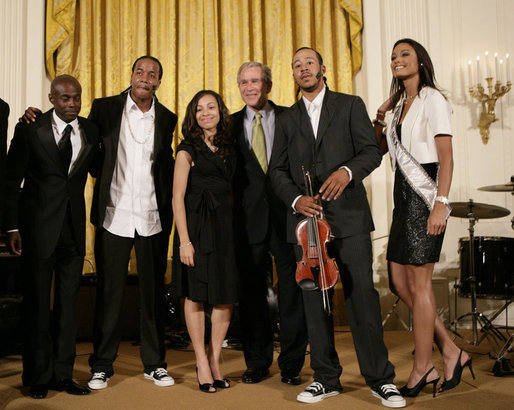
После Black Music Month в Белом доме Смит и другие артисты пришли поблагодарить президента Джорджа Буша

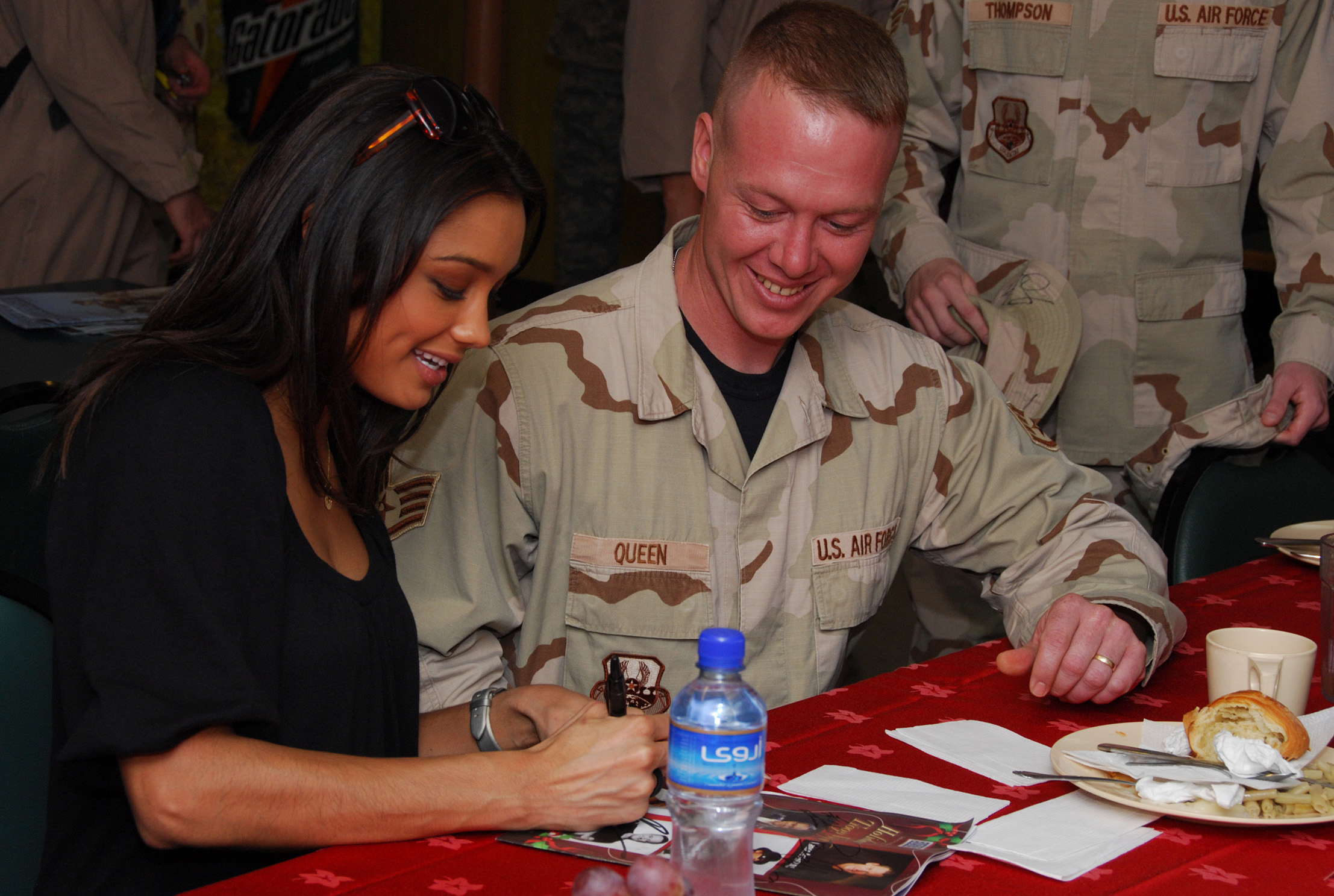
Тур по США

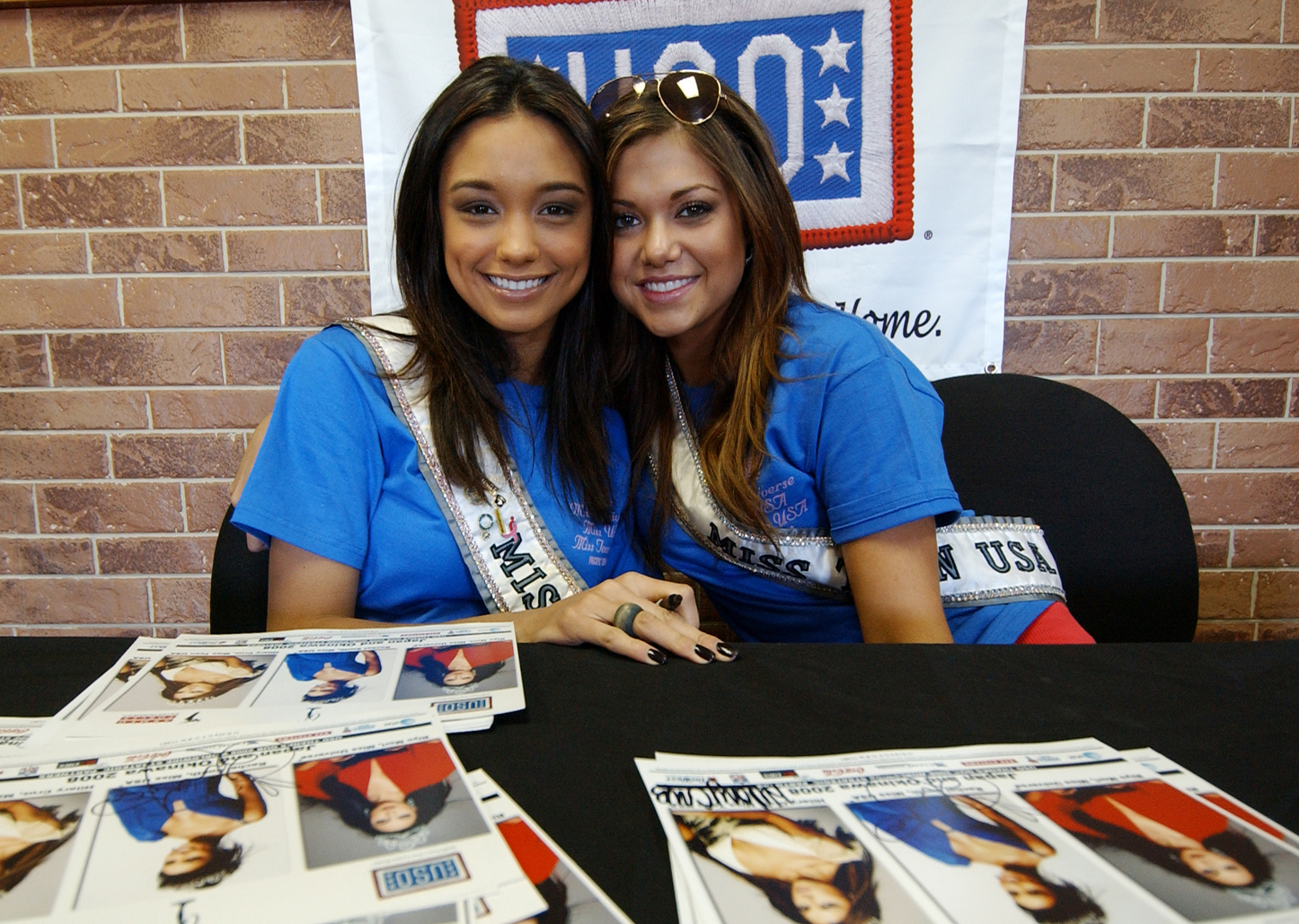
Смит и Хилари Крус во время раздачи автографов на авиабазе Кадена в Японии

В ходе своей первой недели в качестве Мисс США Рэйчел Смит дала ряд интервью, появившись на телевидении в таких программах как The Today Show и Late Show with David Letterman, где она представила свой список Топ-10, озаглавленный «Десять вещей, которые я могу сказать сейчас, когда я Мисс США». Она также была гостем на Шоу Опры Уинфри, где рассказала о своём опыте работы в качестве стажёра.
Как Мисс США Смит дважды позвонила в колокол на открытии Американской фондовой биржи, первый раз 24 апреля, а затем 7 июня вместе с Мисс Вселенной Риё Мори.
В начале июня Смит отправилась в Кению волонтёром по проекту Организации Мисс Вселенная в целях помощи коренным жителям страны. По возвращении в Соединённые Штаты она присутствовала на мероприятии Black Music Month в Белом доме, на котором она представила президента Джорджа Буша аудитории. Затем она посетила город Чикаго для участия в работе КОНКАКАФ на проходящем финале Золотого кубка между Мексикой и Соединёнными Штатами, что снова привело к обсуждению в средствах массовой информации поведения мексиканской публики на конкурсе «Мисс Вселенная» в отношении Смит.
В конце ноября Смит участвовала в параде в честь Дня благодарения, ежегодно устраиваемом торговой сетью Macy’s. В декабре 2007 года она побывала в таких странах как Кувейт, Ирак и на военно-морской базе Рота, Испания, и в турне, организованном USO, вместе с музыкантом Kid Rock, актёрами Робином Уильямсом и Льюисом Блэком и спортсменом Лэнсом Армстронгом.
Смит появилась на обложке журнала Supermodels Unlimited. 11 апреля 2008 года, в Лас-Вегасе, штат Невада, на конкурсе «Мисс США 2008» Рэйчел Смит передала корону и полномочия следующей победительнице, Кристл Стюарт, представлявшей штат Техас. Это был первый случай, когда две женщины афро-американского происхождения последовательно завоевали титул «Мисс США».

## Телевидение
Смит снялась с Дональдом Трампом в новом реалити-шоу канала MTV Pageant Place вместе с Риё Мори («Мисс Вселенная 2007»), Тарой Коннер («Мисс США 2006»), Кэти Блэр («Юная Мисс США 2006») и Хилари Крус («Юная Мисс США 2007»). Шоу впервые вышло в эфир 10 октября 2007 года.
Она работала в качестве корреспондента телеканала E!.